# Robert Guénine
Robert Guénine (russe : Роберт Генин; anglais : Robert Genin; né le 11 août 1884 à Vysokoye (ru) près de Klimavitchy dans la région de Moguilev, actuellement en Biélorussie et mort le 16 août 1941 à Moscou), est un peintre, dessinateur, illustrateur russe d'origine juive qui a vécu en Empire russe, en Allemagne, en France, en Suisse et en URSS,,.

## Biographie
Robert Guénine est né le 11 août 1884 dans une famille juive, son père était un petit commerçant. Guénine faisait ses études à l'école des Beaux-Arts de Vilna (1898-1900) et d’Odessa (1900-1902).
En décembre 1902 il partit pour Munich. À Munich il allait pendant quelques semaines à l'école d’Anton Ažbe. Ayant été déçu par cette école qui évoluait déjà en ces temps vers son déclin, Guénine partit en 1903 à Paris, où il habitait La Ruche de 1905 à 1907.
À Paris il prit connaissance de l'œuvre de Puvis de Chavannes, les premiers travaux de Guénine (jusqu'à 1914) portent son influence.
En 1907 Guénine revint à Munich et commença à travailler pour la revue Jugend. Cette revue publia une quarantaine d’illustrations de l’artiste.
En 1912 il devint un des membres-fondateurs de Sema (peintre groupe) (de), en 1913 - membre de Nouvelle Sécession de Munich (de).
Pendant la Première Guerre mondiale (1914-1918) il était interné à Munich comme citoyen d’un État hostile. Après la guerre il partit à Berlin.
En 1919 Guénine acheta une petite maison à Ascona, le village de pêcheurs en Suisse, et désormais il y allait chaque année pour quelques mois.
Entre 1915 à 1926 sa manière de peinture et de dessin évoluait dans la direction appelée généralement l'expressionnisme.
En 1926 Guénine fit un voyage à l'île de Bali, ce qui lui donna une impulsion importante pour son œuvre.
En 1928 Guénine publia un livre dans lequel il décrivait ses impressions ; le texte est accompagné par des illustrations de l’artiste.
En 1929 il revint s'établir à Paris. Sa manière artistique évolua encore, cette fois sous l'influence du fauvisme et du néo-primitivisme.
En 1936 Guénine décida de revenir dans son pays natal, il partit pour l'URSS avec l'intention de participer activement à la formation de la nouvelle société socialiste en peignant des fresques aux murs de nouveaux bâtiments à Moscou. En mars 1936, quand Guénine était déjà en Moscou, sa première (et dernière) exposition aux États-Unis eut lieu à New York chez Lilienfeld Galleries (de).
À Moscou il reçut une commande de réaliser une fresque pour un des pavillons de l'Exposition agricole de l'union (VSKhV). En octobre 1938 sa fresque fut détruite pendant les procès politiques qui avaient lieu en URSS.
Sa seconde commande importante à Moscou devint la collaboration autour des fresques pour le palais des Soviets, mais ce grand projet fut interrompu par la Seconde Guerre mondiale. Robert Guénine se suicida en août 1941, quelques jours après un des raids aériens allemands les plus violents.

## Expositions personnelles de son vivant
- 1913, Munich, Moderne Galerie Thannhauser (de), avec un catalogue[1],[2]
- 1917, Munich, Moderne Galerie Thannhauser (de), 1re étage - peinture, 2e étage - graphique, avec un catalogue[1],[2]
- 1922, Berlin, Galerie Alfred Flechtheim[8]
- 1928, Cologne, musée des arts appliqués[5]
- 1931, Paris, galerie Jacques-Bonjean[4],[9],[10]
- 1932, Amsterdam, Kunstzalen A. Vecht[5]
- 1936, New York, Lilienfeld Galleries (de), avec un catalogue[7]

## Les premières collections des musées
- Kunstmuseum, Bâle[11]
- Ostdeutsche Galerie (de), Ratisbonne
- RGALI, Moscou
- Musée des beaux-arts Pouchkine, Moscou
- Art Institute of Chicago, Chicago[12]
- Galerie berlinoise, Berlin
- Musée Ludwig, Cologne
- Musée Von der Heydt, Wuppertal
- Lenbachhaus, Munich
- Musée national des beaux-arts de Biélorussie, Minsk
- MOMA, New York[13]

## Les premières publications sur lui
- 1914 Burger, Fritz. Robert Genin – München// Deutsche Kunst und Dekoration, 1914, 1, Heft 4, p. 288-296. (en allemand)
- 1931 Fierens, Paul. Guénine ou l'Enfance retrouvée// Formes, 1931, no 19, p. 157-161
- 2011 Родионов, Алексей. Художник Роберт Генин (1884-1941). Творчество и судьба// Бюллетень Музея Марка Шагала, 2011, no 19-20, с. 137-156[2]. (en russe)
- 2011 Fischer, Matthias. Der Briefwechsel mit Robert Genin// Sie lieber Herr Im Obersteg sind unser Schweizer für alles, Kunstmuseum Basel, 2011, p. 41-75. (en allemand)
- 2013 Rodionov, Alexej. Robert Genin. Auf der Suche nach dem Paradies: Bali, 1926. Saint-Pétersbourg, 2013, 96 p. (rédactions en allemand et en russe)

## Monographie et catalogue-raisonné
Au cours de sa vie l'artiste ne prenait pas soin de conserver ses œuvres. Les œuvres qui ne furent pas perdu après la Seconde Guerre mondiale sont largement éparpillées. Le Cercle des amis de Robert Guénine fait des efforts pour recueillir davantage d’informations sur ces œuvres pour permettre la publication d’une monographie et réalisation d’un catalogue-raisonné.

## Galerie

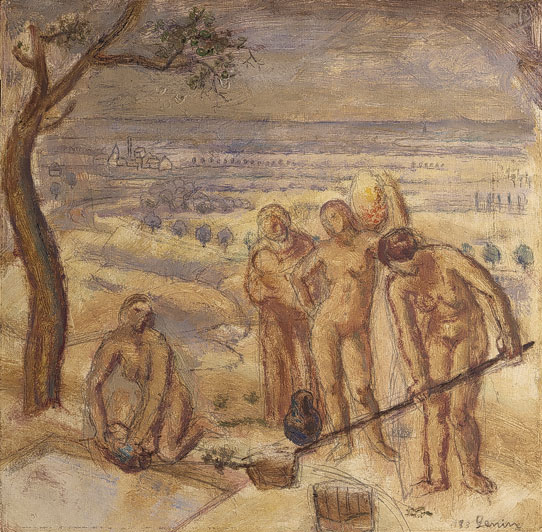
Femmes au travail (vers 1912). Collection Im Obersteg à Kunstmuseum Basel
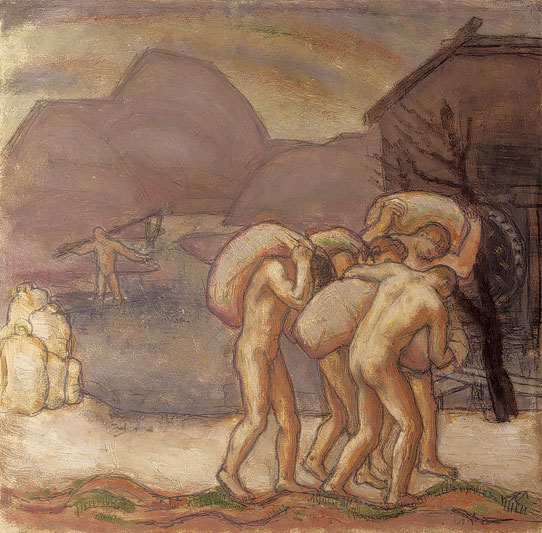
Hommes au travail (vers 1912). Collection Im Obersteg à Kunstmuseum Basel
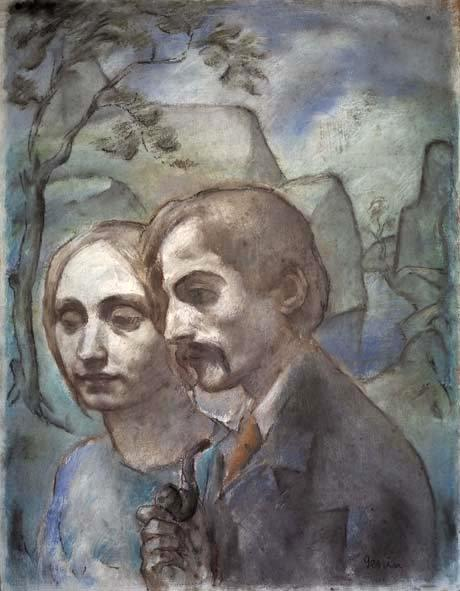
Autoportrait avec son épouse Martha (1913). Kunstforum Ostdeutsche Galerie, Ratisbonne
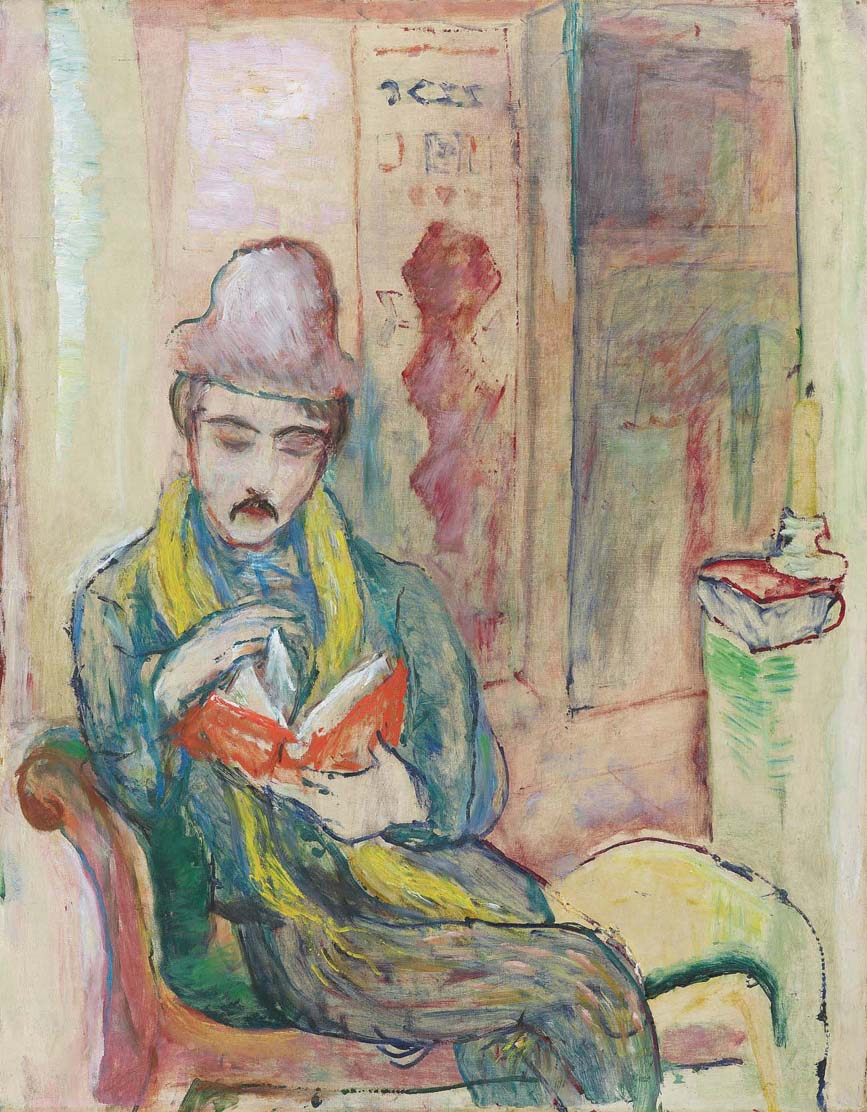
Portrait de Charlie Chaplin (1921)
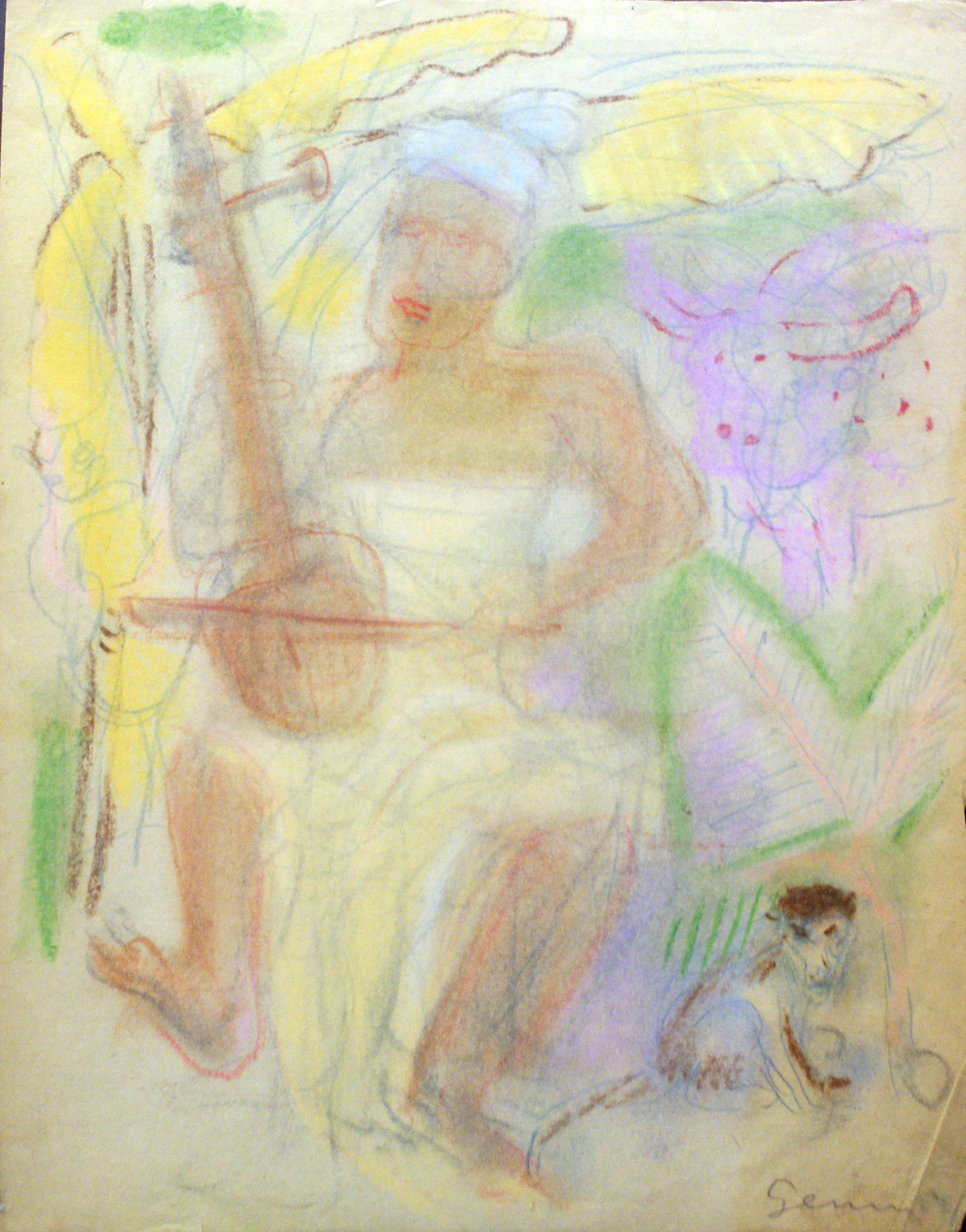
Musicien avec le taureau pourpre et le singe (1926)
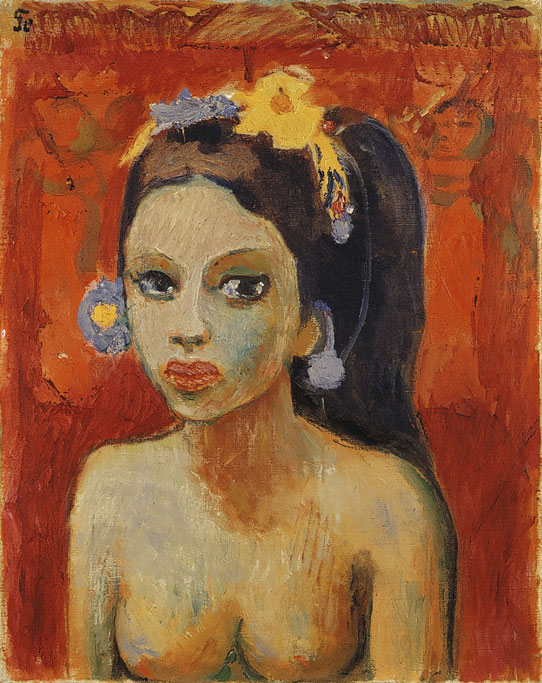
Balinaise (1926). Collection Im Obersteg à Kunstmuseum Basel
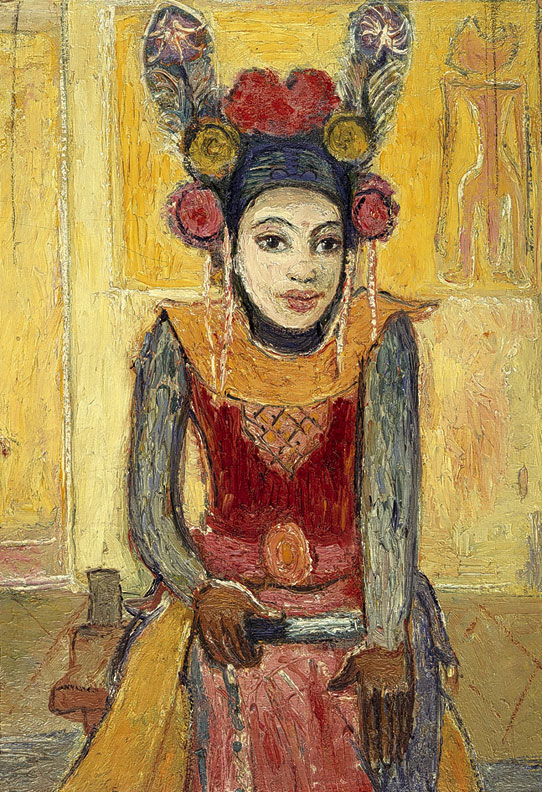
Danseuse de Legong (1926). Collection Im Obersteg à Kunstmuseum Basel
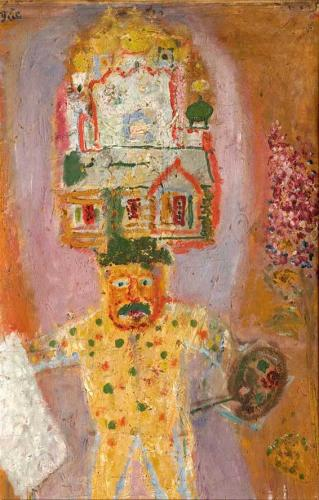
Autoportrait avec l'église (1930)